# Сем Сајмон
Самјуел Мајкл Сајмон (енгл. Samuel Michael Simon; 6. јун 1955 — 8. март 2015) био је амерички продуцент. Сајмон је до 1993. био један од 3 главна продуцента серије Симпсонови уз Мета Грејнинга и Џејмса Л. Брукса. Био је писац и извршни продуцент за Трејси Улман шоу. Умро је 8. марта 2015. године.